# ディラン・トマス追悼
『ディラン・トマス追悼』（ディラン・トマスついとう、In Memoriam Dylan Thomas）は、イーゴリ・ストラヴィンスキーが1954年に作曲した、詩人ディラン・トマスを追悼するための歌曲。

## ストラヴィンスキーとディラン・トマス
1951年にオペラ『放蕩児の遍歴』を成功させたストラヴィンスキーのもとには、さまざまな注文が舞いこんできた。その中のひとつにイギリスのマイケル・パウエル監督による『オデュッセイア』を元にした短編映画があり、ディラン・トマスとストラヴィンスキーが参加することになっていたが、この企画は立ち消えになった。
ついで1953年に、ディラン・トマスと共同で新しいオペラを作る企画が持ちあがった。ディラン・トマスは5月にストラヴィンスキーに会い、原子爆弾で世界が破滅した後に地球が再発見され、言語が再創造される話を作る案について話した。いったん帰国した後、10月に再び渡米し、ニューヨークでの仕事を終えてからハリウッドを訪れてストラヴィンスキーとの仕事を開始する予定だったが、11月9日にニューヨークで急死してしまった。
ストラヴィンスキーはディラン・トマスの有名な詩 "Do not go gentle into that good night" に作曲して、記念とした。この詩はディラン・トマスが父親の死に臨んで作った、リフレインを特徴とするヴィラネル形式の詩で、19行のうち1行めと3行めが4回ずつくり返される。ストラヴィンスキーはくり返される行に同じ旋律をあてている。
曲は1954年3月に完成し、同年9月20日にロバート・クラフトの指揮によりロサンゼルスの「月曜の夕べのコンサート」で初演された。

## 音楽
テノール独唱と、弦楽四重奏、およびトロンボーン四重奏（テノール3、バス1）という風変わりな編成を取る。ただし、トロンボーンは「葬送のカノン」(Dirge-Canons)と題された器楽による前奏と後奏のみに出現し、弦楽とアンティフォナ形式で祈りの音楽を奏でる。後奏ではトロンボーンと弦楽の役割が前奏と逆になっている。
演奏時間は7分20秒。
ストラヴィンスキーはそれまでの折衷的な書法から一歩を進め、全曲をセリー音楽の原理によって作曲している。音列は E - E♭ - C - C♯ - D という非常に狭い音域の5音からなり、冒頭のトロンボーンによって示される。一方、終止部分には調性的な和音が聞こえ、たとえば前奏の最初のトロンボーンの楽句は長三和音で終わる。